# Ritter Imre
Ritter Imre (németül Emmerich Ritter, Budaörs, 1952. augusztus 5. –) magyarországi német könyvvizsgáló, adótanácsadó, politikus. 2011 és 2014 között a Magyarországi Németek Országos Önkormányzata elnökhelyettese, 2014 és 2018 között az Országgyűlés első német nemzetiségi szószólója, majd 2018-tól első képviselője.

## Életpályája
Szülővárosában járta ki az általános iskolát, majd Budapesten, a Fényes Elek Közgazdasági Szakközépiskolában érettségizett. Ezt követően felvették a Marx Károly Közgazdaságtudományi Egyetemre, ahol 1976-ban szerzett diplomát. A Budapesti Közlekedési Vállalatnál (BKV) kapott munkát, itt kezdetben üzemgazdászként tevékenykedett, majd a ranglétrát kijárva gazdasági vezérigazgató-helyettes lett. Eközben elvégezte az Eötvös Loránd Tudományegyetem alkalmazott matematikus szakát, diplomáját 1982-ben szerezte meg. 1990-ben távozott a BKV-tól, amikor megalapította saját könyvelő- és adótanácsadó irodáját (utóbbi képesítést 1988-ban szerezte meg), 1996-tól könyvvizsgálati tevékenységgel bővült az iroda. Ritter rendelkezik adószakértői képesítéssel is.
A rendszerváltás után aktívan részt vett a kialakuló nemzetiségi önkormányzati életben. 1994-ben az első budaörsi kisebbségi önkormányzat tagja lett, illetve nem sokkal később annak elnökévé is megválasztották. 1998-ban a Magyarországi Németek Országos Önkormányzata (MNOÖ) pénzügyi bizottságának elnökévé választották, tisztségében 2003-ban és 2007-ben megerősítették. 2011-ben az MNOÖ elnökhelyettesévé választották. 
Az 1998-as országgyűlési választáson a Nemzetiségi Fórum jelöltjeként indult, mandátumot nem szerzett. 1998-ban független német kisebbségi jelöltként kedvezményes mandátumhoz jutott Budaörs képviselő-testületében, amelyben egy ciklust töltött. 2006-ban a Fidesz és a KDNP jelöltjeként ismét tagja lett a budaörsi képviselő-testületnek, 2010-ben budaörsi polgármesterjelölt volt. A 2014-es országgyűlési választáson a német nemzetiségi lista második helyezettje volt. Mivel a lista nem szerzett kedvezményes mandátumot, illetve a listavezető Heinek Ottó nem vette át mandátumát, így Ritter lett az Országgyűlés első nemzetiségi szószólója. Emiatt lemondott önkormányzati mandátumairól. A 2018-as országgyűlési választáson a német nemzetiségi lista vezetőjévé választották. Végül a lista kedvezményes mandátumot szerzett, így Ritter is tagja a májusban megalakult Országgyűlésnek. A ciklus elején megválasztották a magyarországi nemzetiségek bizottsága elnökévé, emellett a költségvetési bizottságnak is tagja lett.